# Herrarnas lagtävling i normalbacke vid världsmästerskapen i nordisk skidsport 2011
Herrarnas första lagtävling i VM i backhoppning 2011 avgjordes den 27 februari 2011 i Holmenkollen utanför Oslo i Norge. Backstorleken var K90 (normal backe). Guldmedaljörerna blev Österrike och laget bestod av Gregor Schlierenzauer, Martin Koch, Andreas Kofler och Thomas Morgenstern.

## Tidigare världsmästare
| År   | Ort        | Mästare   |
| ---- | ---------- | --------- |
| 2001 | Lahtis     | Österrike |
| 2005 | Oberstdorf | Österrike |

## Resultat
| Placering | Startnummer | Land      | Totalpoäng |
| --------- | ----------- | --------- | ---------- |
| 1         | 12          | Österrike | 1025.5     |
| 2         | 11          | Norge     | 1000.5     |
| 3         | 10          | Tyskland  | 968.2      |
| 4         | 9           | Polen     | 953.0      |
| 5         | 7           | Japan     | 931.1      |
| 6         | 5           | Slovenien | 924.2      |
| 7         | 4           | Tjeckien  | 917.9      |
| 8         | 8           | Finland   | 900.5      |